# Michael Fischer (Saxophonist)
Michael Fischer (* 1963 in Wien) ist ein österreichischer Improvisationsmusiker (Tenor- und Sopransaxophon, Violine, Komposition, Dirigat).

## Leben und Wirken
Fischer erhielt als Kind und Jugendlicher klassischen Klavierunterricht. Er absolvierte in Wien ein Musikstudium (Diplom 1990 am Prayner Konservatorium) und studierte 1994 und 1995 an der Universität für Musik und darstellende Kunst Wien klassische Komposition, brach das Studium aber ab. 1996 besuchte er eine Meisterklasse an der East Stroudsburg University, um dann Unterricht bei Barry Harris zu nehmen. Zwischen 2002 und 2007 nahm er Violinenunterricht bei Bela Mago jr.
Gemeinsam mit William Parker und Dennis Charles arbeitete Fischer zwischen 1996 und 1998 im Trio. Mit dem Schlagzeuger Andi Menrath gründete er das Duo Wien 2, das mit Phil Durrant und John Edwards bzw. Wolfgang Fuchs und Alex Wallner zum Quartett erweitert wurde. Seit 1999 integrierte er das Phänomen akustische Rückkopplung in seine musikalischen Aufführungen und entwickelte in Folge das Feedback-Saxophon als analoges elektroakustisches Instrument.
2007 und 2010 tourte er im Trio The Intellectual Unconscious mit Tamaho Miyake und Daisuke Terauchi durch Japan. In verschiedenen Konstellationen arbeitete er mit Musikern wie Marc Sanders, Karoline Leblanc, Agnes Heginger, Wolfgang Reisinger, Burton Greene, Karl Sayer, Mark Dresser oder Irene Schweizer, mit Schriftstellern und mit Künstlern wie Gerhard Rühm oder Albert Mayr.
Zusammen mit dem Perkussionisten Marcos Baggiani betreibt Fischer seit 2003 das Duo bAgg*FisH. 2004 gründete er das Vienna Improvisers Orchestra, als dessen künstlerischer Leiter und Dirigent er auf der Basis von Butch Morris conduction arbeitet. Als instant composition conductor leitet er internationale Improvisationsorchester als Gastreferent an Universitäten und für Festivals.
Seit 1999 moderiert er die Radiosendung Connex beim freien Radiosender Orange 94.0 zu improvisierter und elektroakustischer Musik und zeitgenössischen Kompositionen. Zwischen 2000 und 2010 produzierte und komponierte er die Radiokunst-Serie Strange Aid.

## Preise und Auszeichnungen
Fischer war 2013 Artist in Residence (als Teil von bAgg*fisH) am Studio for Electro-Instrumental Music (STEIM) in Amsterdam. 2014/2015 weilte er als Gastkünstler am Zentrum für Kunst und Medientechnologie Karlsruhe (ZKM).

## Diskographische Hinweise
- Feed Back Saxo Fone (Klanggalerie, 2024)
- Night (viennese smallforms, 2020)
- bAgg*FisH: bAgg*FisH (TryTone Records, 2013) mit Marcos Baggiani
- Vienna Improvisers Orchestra: 2006–2010 (Extraplatte, 2012)
- Solos (Extraplatte, 2002)
- Michael Fischer, Burton Greene & Andi Menrath: These Spirits of Elsewhere (Extraplatte 2000)
- New York 3: Give (Extraplatte 1999, mit William Parker, Dennis Charles)